# Multiversum
Multiversum-hypotesen, eller "mångvärldshypotesen", är ett begrepp som beskriver en världsbild med många eller oändligt många universum. Det kan också syfta på ett kosmos där det finns ett oändligt antal parallella universum. Teorin om multiversum är ett svar på den s.k. antropiska principen. 

## I omvärlden
Multiversumhypotesen är en källa till debatt bland fysiker. De är oense om multiversat kan betraktas som en vetenskaplig hypotes, då det syftar på något som inte kan bli föremål för empirisk undersökning. Multiversumhypotesens förespråkare inkluderar Stephen Hawking, Steven Weinberg, Brian Greene, Alan Guth, Andrei Linde, Michio Kaku, Max Tegmark, David Deutsch, Leonard Susskind, Raj Pathria, Sean Carroll, Alex Vilenkin, Laura Mersini-Houghton, och Neil deGrasse Tyson. Däremot har kritiker som Jim Baggott, David Gross, Paul Steinhardt, George Ellis och Paul Davies anfört att frågan om ett eventuellt multiversum är filosofisk snarare än naturvetenskaplig, att multiversat inte kan vara en vetenskaplig fråga eftersom den inte är falsifierbar eller till och med att multiversumhypotesen är skadlig eller pseudovetenskap.
Att ingenting finns utanför universum eller att vårt universum är det enda universum som finns ses som orimligt. Snarare menar man att utanför universum finns det ett till universum och utanför det finns det ännu ett universum, utan slut. Det har bland annat gett upphov till tanken om multipelt superuniversum utan slut. Det finns dock filosofiska invändningar mot ett sådant. Det leder t.ex. till att det kan finnas ett oändligt antal jordar identiskt lika med vår, att det finns nästintill identiska universum, med nästintill identisk historia som oss, i princip identiska med bara några få små avvikelser.
Begreppet har även lockat flera svenska astrofysiker som Oskar Klein och Hannes Alfvén, vilka teoretiserade om metagalaxer i sin Klein-Alfvéns kosmologi. På senare tid har Max Tegmark  utvecklat och Ulf Danielsson förordat fenomenet.

## Tegmarks modell
Tegmark beskriver fyra nivåer av sitt multiversum:
- Nivå 1: En oändlig samling universum.
- Nivå 2: Ett oändligt antal multiversa samlade.
- Nivå 3: Ett nytt universum skapas för varje händelse som inträffar. Det finns således till exempel ett oändligt antal universum, där Sovjetunionen vann kalla kriget, där axelmakterna vann andra världskriget, eller rentav där centralmakterna vann första världskriget, och sedan olika universum för alternativa påföljder och påföljdernas påföljder. Ett universum, där dinosaurierna aldrig dog ut, är ett annat exempel.
- Nivå 4: För varje sak som kunde ha hänt, så skapas det miljontals nya universum, alla med olika upplägg.

Klimatfrågan har även skildrats inom dessa hypoteser, där miljön är mer bevarad inom vissa universa, medan jorden redan eller nästan mött sin undergång inom andra.

## Varianter
- Hierarkiska universum har föreslagits av den svenske astronomen Carl Charlier på 1920-talet och 1974 av Benoît Mandelbrot, båda som bidrag till fraktala beskrivningar av Olbers paradox.
- Andrei Lindes Bubble universe är en annan inflationsliknande typ teori
- Hugh Everetts flervärldstolkning är ytterligare ett förslag.
- Raëls kosmologi är en konfessionell variant framlagd 1973 av Raël.

### Populärlitterära texter
Begreppet har anammats av science fictionförfattare, samt även inom övriga populärkulturella genrer och medier. Några vetenskapligt grundade mekanismer för resor utanför det egna universumet har inte föreslagits. Den mest extrema användningen av begreppet är troligen Robert Heinleins, som i The Number of the Beast skriver om en professor som tillverkar ett medel för att resa i kombinationer av sex dimensioner, av vilka ganska många är äventyrsvärldar och världar/universum, som är påhittade av fantasy- och sci-fi- författare.
Parallella universum är även ett tema i Sofies värld.